# Melitaea didyma
La Doncella tímida (Melitaea didyma) es una especie de insecto lepidóptero de la familia Nymphalidae.

## Descripción

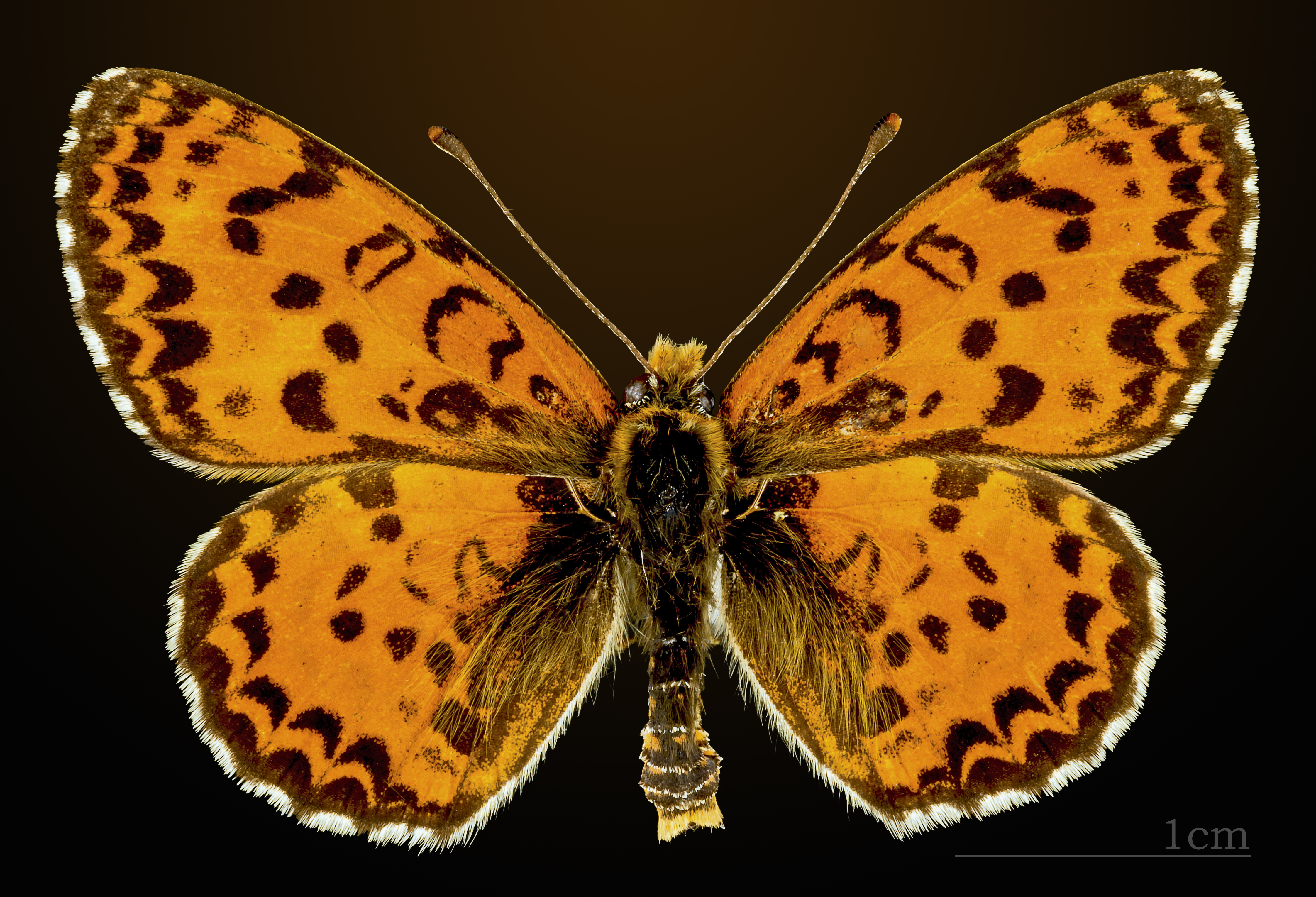
♂
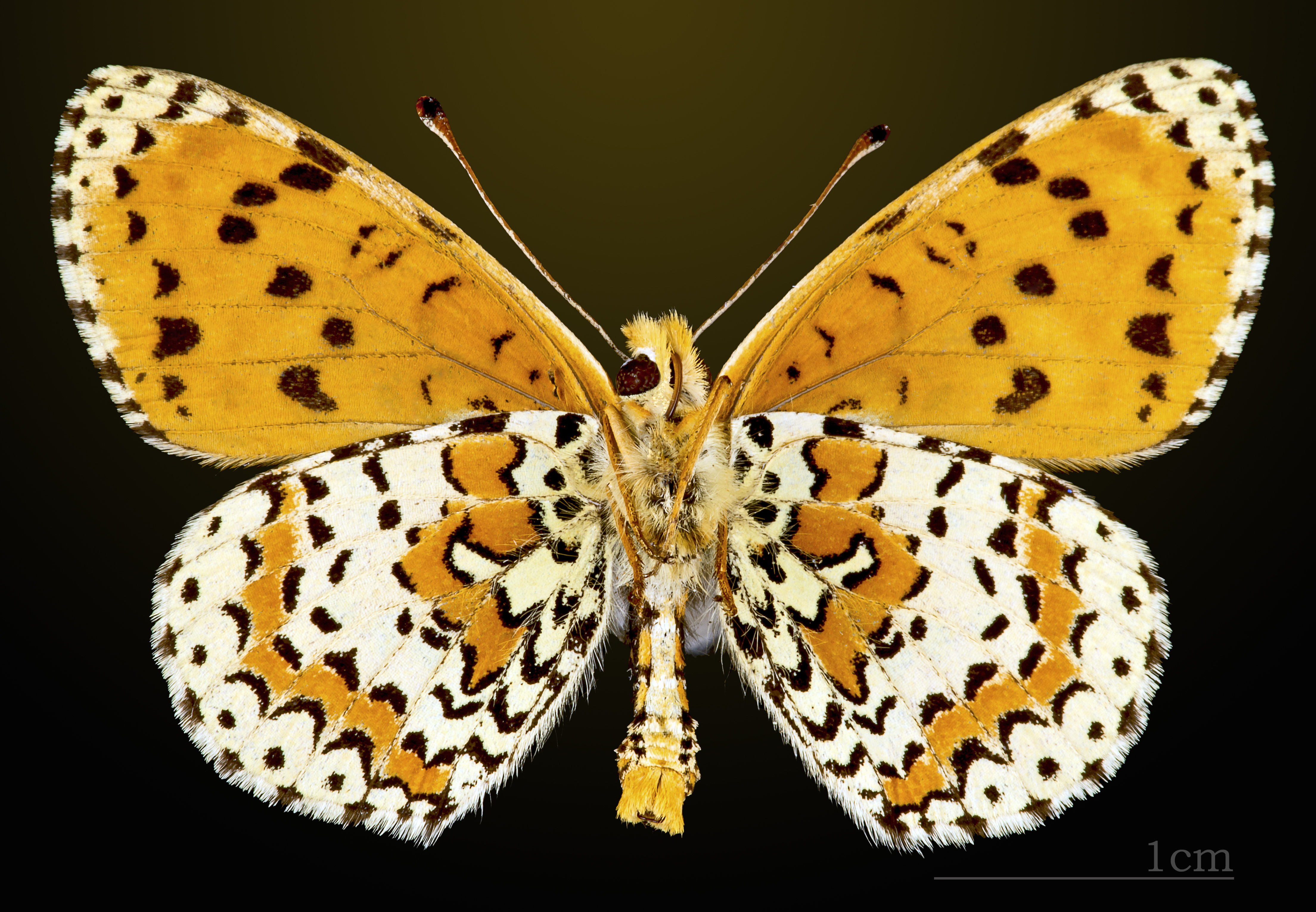
♂ △
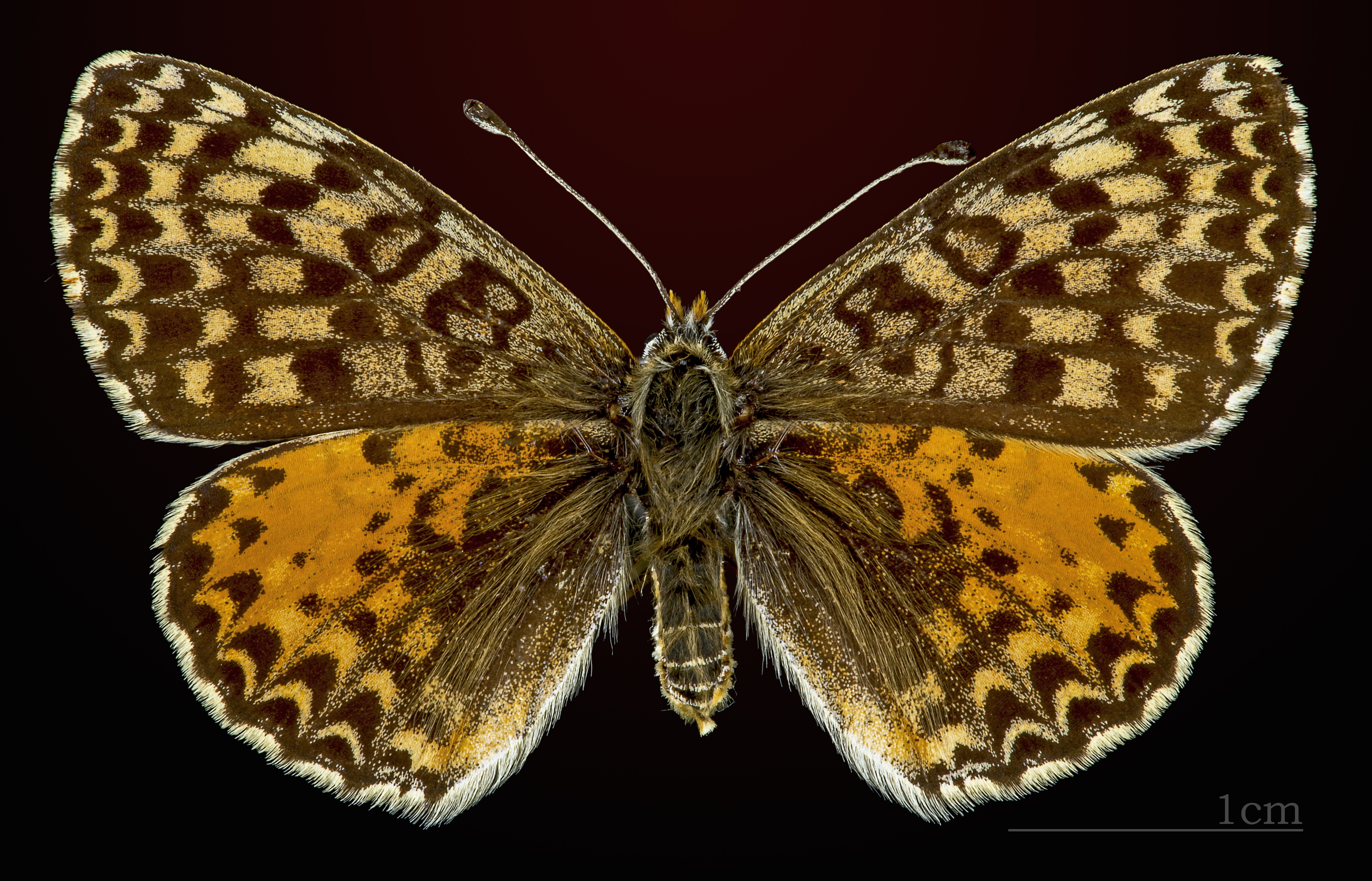
♀
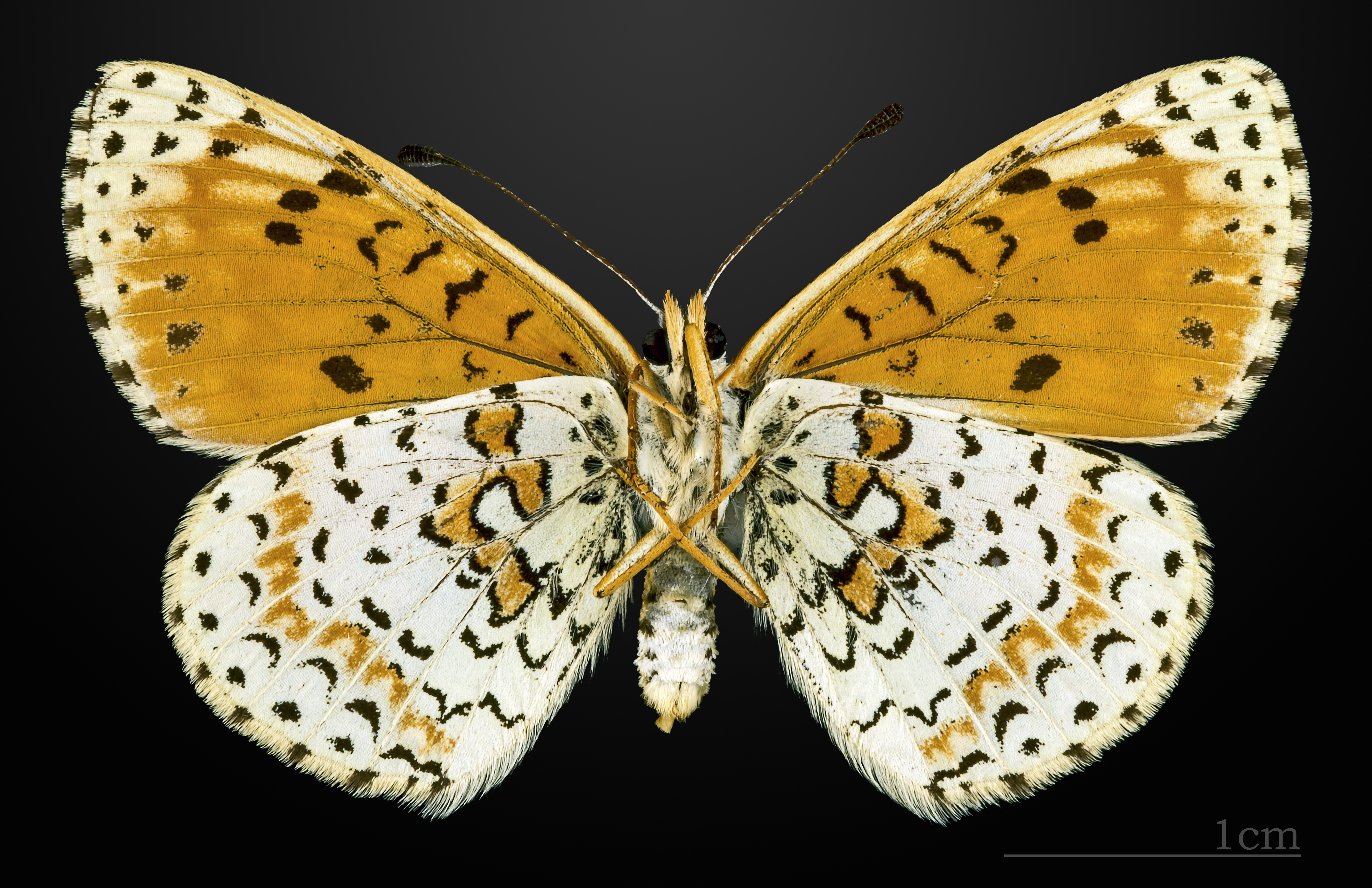
♀ △

### Subespecie
- Melitaea didyma didyma (Esper 1778)
- Melitaea didyma ambra Higgins, 1941
- Melitaea didyma elavar Fruhstorfer, 1917
- Melitaea didyma kirgisica Bryk, 1940
- Melitaea didyma neera Fischer de Waldheim, 1840
- Melitaea didyma occidentalis Staudinger, 1861
- Melitaea didyma turkestanica Sheljuzhko, 1929[2]

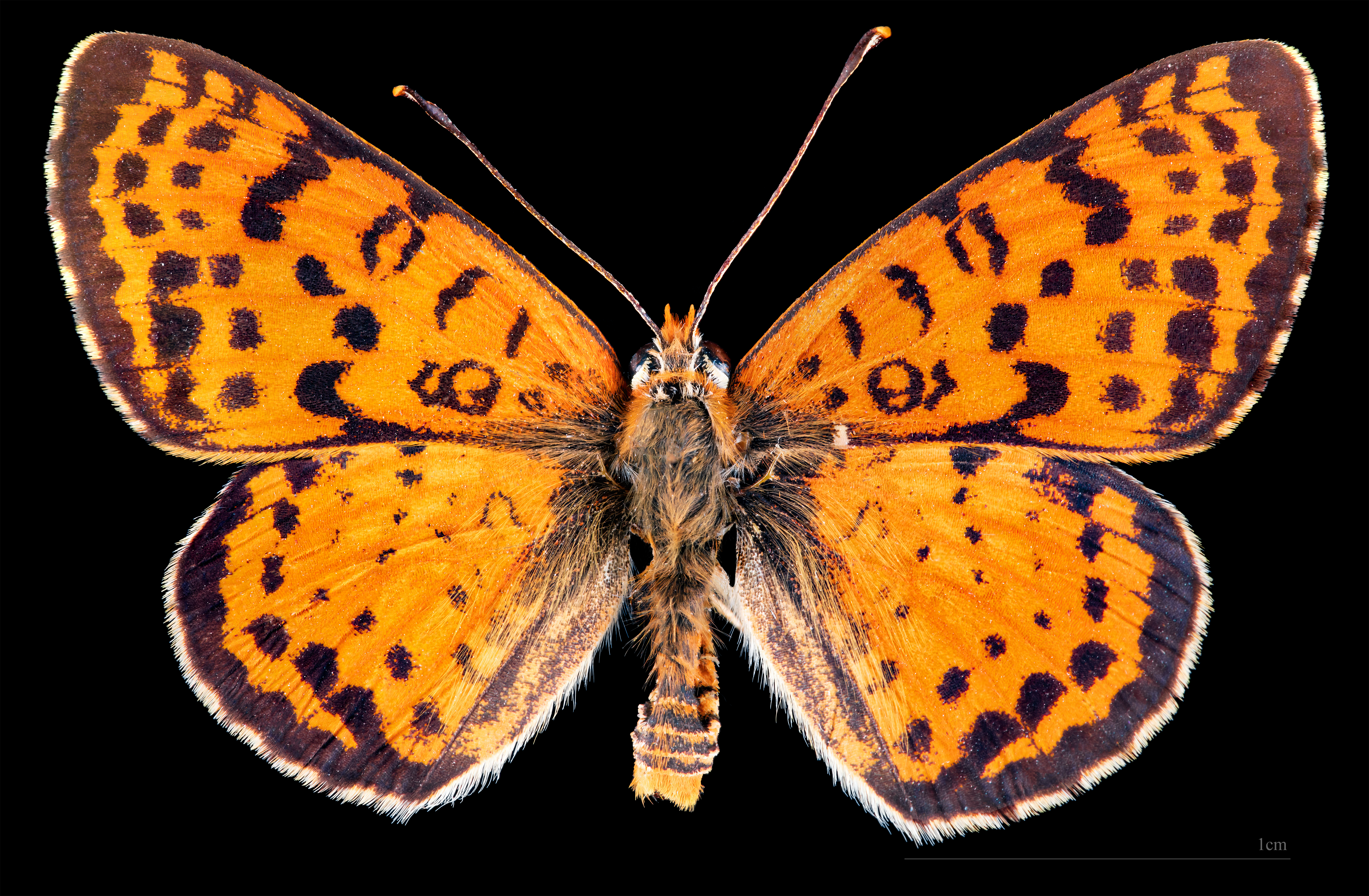
Melitaea didyma occidentalis ♂
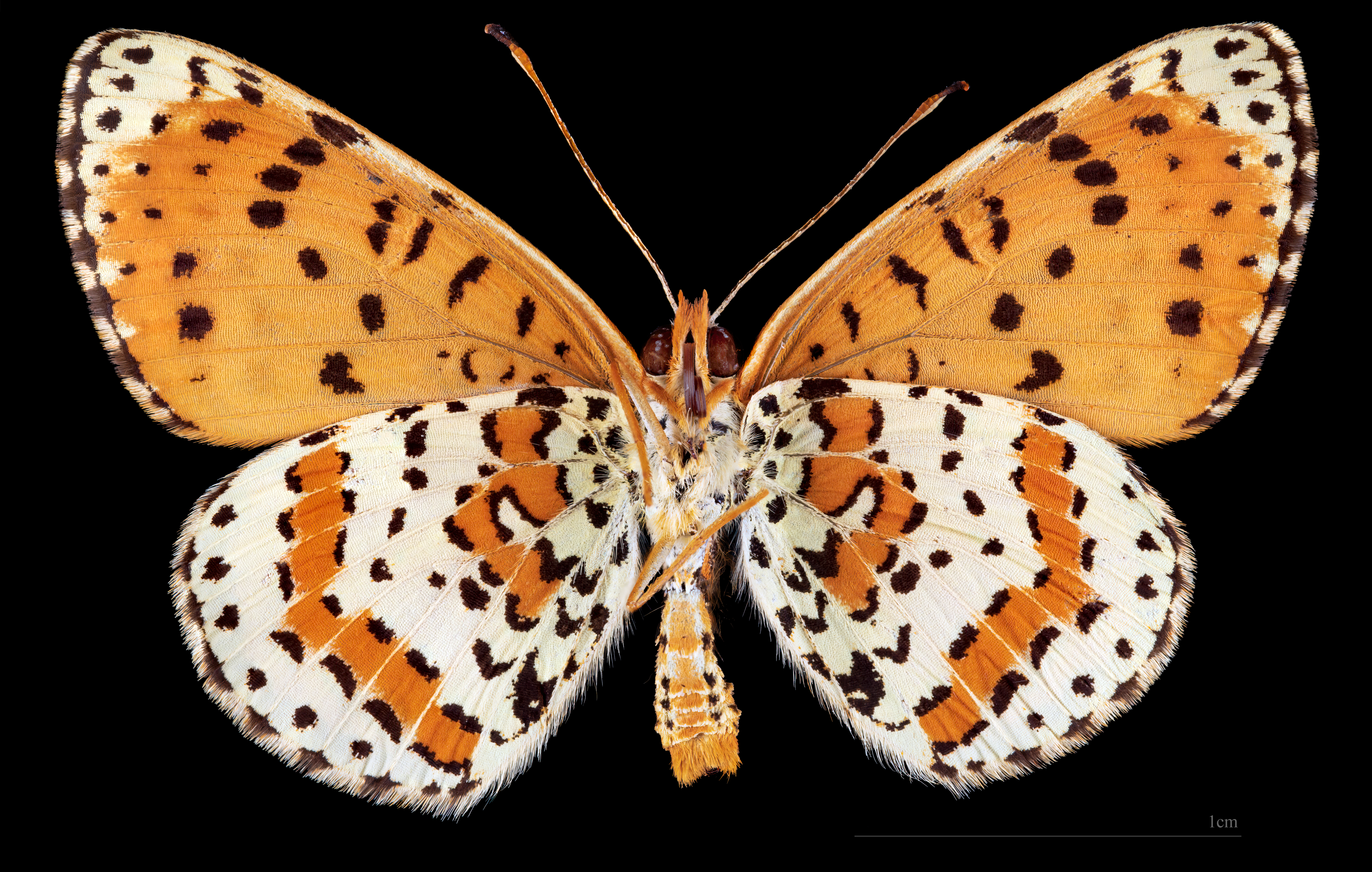
Melitaea didyma occidentalis ♂  △
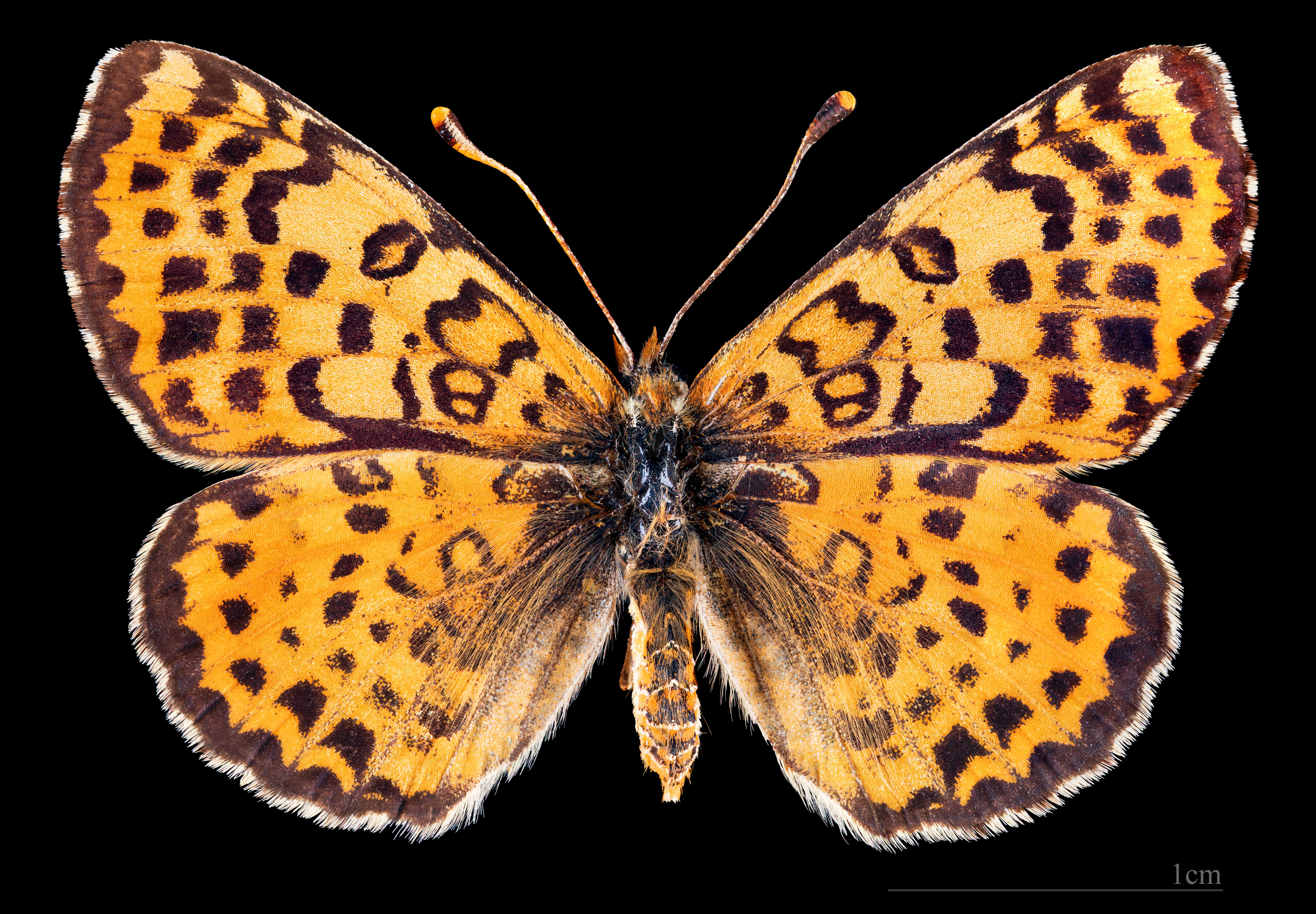
Melitaea didyma occidentalis ♀
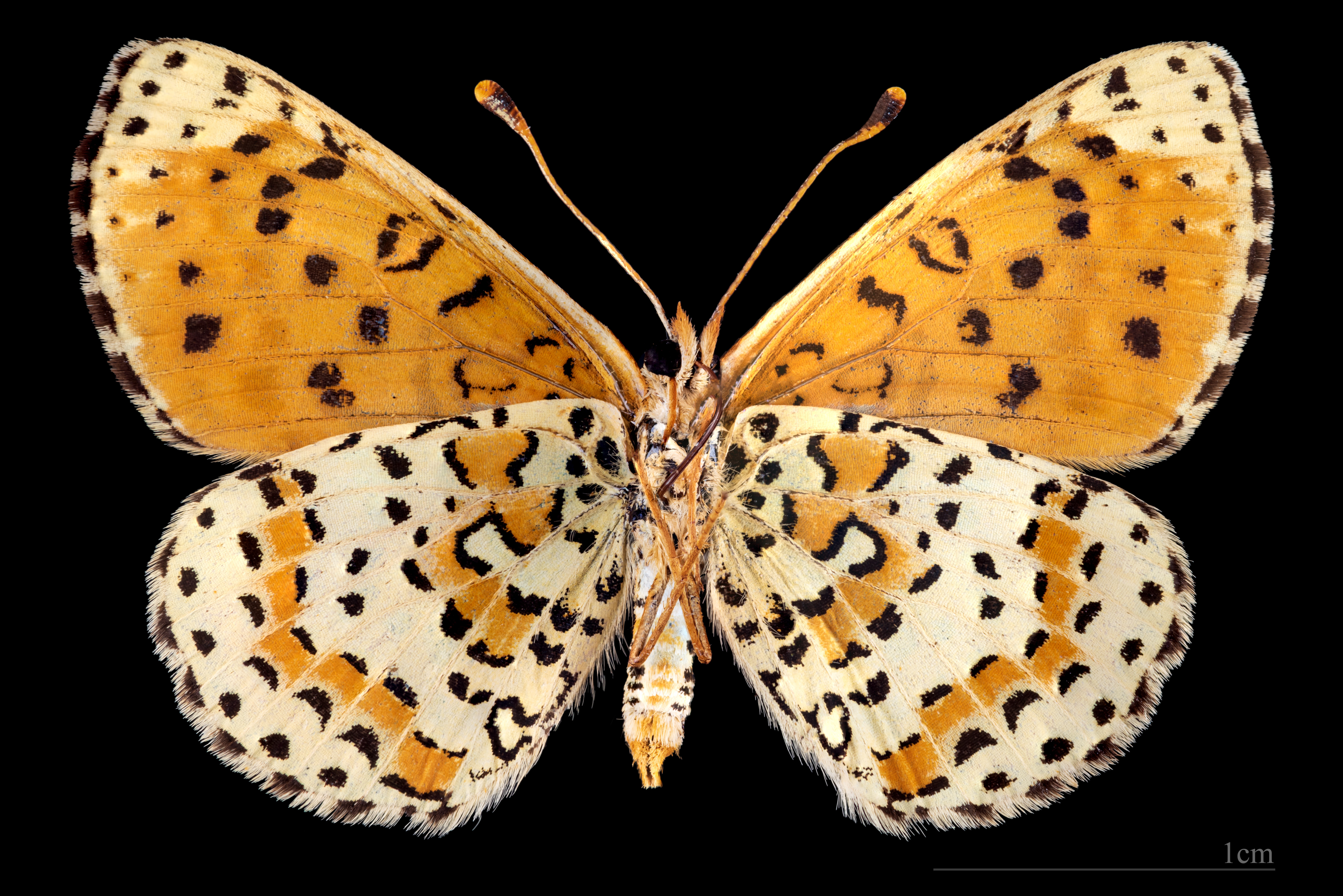
Melitaea didyma occidentalis ♀ △

## Distribución
Está ampliamente extendida, encontrándose en el nornoroeste de África (Marruecos, Gran Atlas, Atlas medio, Argelia y Túnez), la mayor parte del sur y centro de Europa (hasta Letonia y algunas islas mediterráneas, Sicilia y algunas islas Griegas; ausente en las islas británicas, Holanda, norte de Polonia, Estonia y resto de Escandinavia), Oriente Medio, Asia Central, China y Mongolia.

## Hábitat
Gusta de un hábitat diverso, zonas áridas con flores, maleza, prados y claros de bosque, barrancos, áreas de cultivo abandonadas.